# Petite rivière du Chef
Petite rivière du Chef är ett vattendrag i Kanada.   Det ligger i provinsen Québec, i den östra delen av landet, 500 km norr om huvudstaden Ottawa. Petite rivière du Chef ligger vid sjöarna  Lac Cazeneuve Lac Chorel och Lac Lothman.
I omgivningarna runt Petite rivière du Chef växer i huvudsak blandskog. Trakten runt Petite rivière du Chef är nära nog obefolkad, med mindre än två invånare per kvadratkilometer.